# Grzegorz Aleksander Ghica (zm. 1857)
Grzegorz Aleksander II, rum. Grigore Alexandru II (ur. 27 sierpnia 1804 w Botoszanach, zm. 24 sierpnia 1857 w Mée-sur-Seine) – hospodar Mołdawii w latach 1849–1856 (w 1853–1854 na uchodźstwie), z rodu Ghica.

## Biografia
Powołany na mołdawski tron hospodarski, w 1849, na okres siedmiu lat, na mocy, zawartej w tym samym roku, konwencji rosyjsko-tureckiej, dotyczącej wspólnej kontroli nad księstwami naddunajskimi. Przez pierwsze dwa lata panowania w Mołdawii stacjonowały wojska rosyjskie, które wkroczyły tam podczas tłumienia Wiosny Ludów. Ghica jednak nie podejmował działań skrajnie reakcyjnych, lecz wręcz liberalne, np. pozwalając na powrót do kraju emigrantom politycznym.
W 1853 został zmuszony do ucieczki z Mołdawii wobec ponownego wkroczenia wojsk rosyjskich (tym razem w ramach wojny krymskiej). Na emigracji w Austrii przebywał do 1854, gdy Rosjanie pod naciskiem mocarstw wycofali się z Wołoszczyzny i Mołdawii i zostali zastąpieni przez Austriaków. Po powrocie na tron próbował doprowadzić do zaangażowania Francji w sprawy rumuńskie, sprzyjał także rozwojowi ruchu zjednoczeniowego (pozwalając wydawać mu gazety, zakładać związki, a nawet powierzając jego sympatykom stanowiska państwowe) mając nadzieję na objęcie tronu zjednoczonej Rumunii. Jednak po upływie siedmioletniej kadencji, w 1856 został zdetronizowany.
Wkrótce potem popełnił samobójstwo w Paryżu, gdzie próbował nadal działać na rzecz zjednoczenia Rumunii.